# Бринцева, Антонина Петровна
Антони́на Петро́вна Бри́нцева (24 июля 1912, Брянская губерния, Россия — 24 августа 1998, Таганрог, Россия) — российский педагог, член Таганрогского подполья, участник Великой Отечественной войны, Отличник народного просвещения РСФСР. Директор Таганрогского Дома пионеров (1946—1974).

## Биография
Родилась 24 июля 1912 года. В 20-х годах переехала в Таганрог. В 1927 году стала одним из организаторов в Таганроге первых пионерских ячеек и клуба им. Артёма. Работала в школе № 14 старшей пионервожатой. В апреле 1936 года была избрана делегатом Х съезда ВЛКСМ. В 1940 году направлена на учёбу в Ростовскую юридическую школу. В октябре 1941 года вернулась в Таганрог. 
Во время оккупации Таганрога была членом подполья, дважды арестовывалась. Получала у Семёна Морозова листовки для распространения. На квартире Тони Бринцевой писались от руки листовки, сводки Совинформбюро и обращения к населению, призывающие к борьбе против немецких оккупантов. Об этих фактах упоминал в октябре 1943 года в докладной записке секретарь Ростовского обкома ВЛКСМ Н. Захаров. 
Позже, перейдя линию фронта, стала бойцом РККА. Войну закончила в звании сержанта, командиром отделения связи.
С 1946 по 1974 год была директором Таганрогского Дома пионеров. После выхода на пенсию работала в совете ветеранов.
Умерла  24 августа 1998 года в Таганроге. Похоронена на Николаевском кладбище.

## Награды
- Медаль «За боевые заслуги»
- Медаль «За оборону Кавказа»
- Медаль «За освобождение Варшавы»
- Медаль «За взятие Берлина»
- Медаль «За победу над Германией в Великой Отечественной войне 1941—1945 гг.»

## Память
- В июле 2012 года, к столетию со дня рождения Антонины Петровны Бринцевой, телекомпания «Нева-ТВ» сняла документальный фильм «Пионерский Генерал» (реж. Ю. Лаптев).